# Jet d'eau du roi Fahd
Le jet d'eau du roi Fahd (en arabe : نافورة الملك فهد), haut au maximum de 312 mètres, est l'emblème de la ville de Djeddah (Arabie saoudite) depuis sa mise en service en 1985 après une première construction entre 1980 et 1983. C'est le plus haut jet d'eau du monde.

## Données techniques

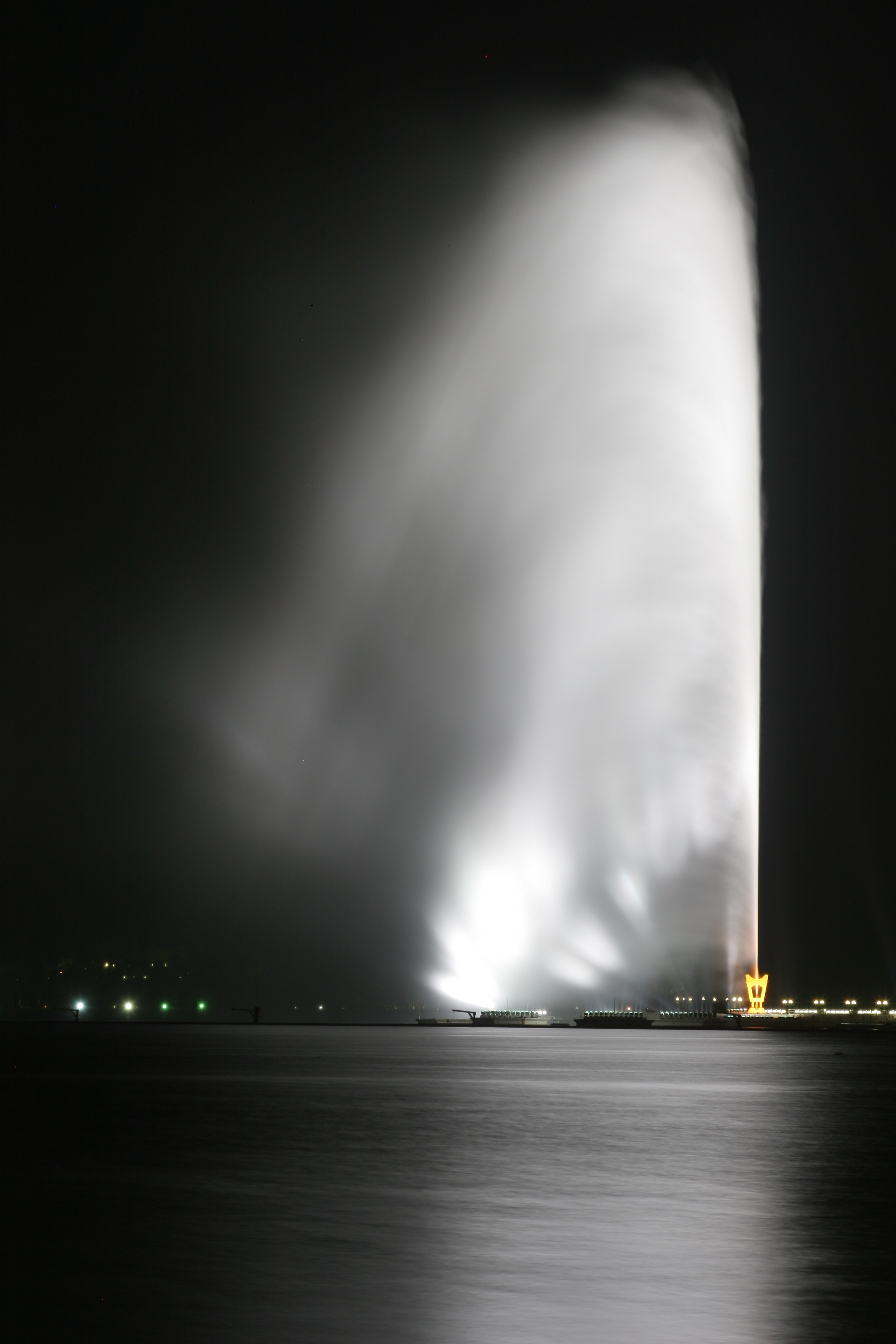
La fontaine de nuit le 9 janvier 2009.

- Machinerie : 3 grandes pompes délivrant 625 litres d'eau par seconde.
- Hauteur moyenne du jet : entre 260[2] et 312 mètres[1].
- Vitesse de sortie de l'eau : 375 km/h.